# 交互设计

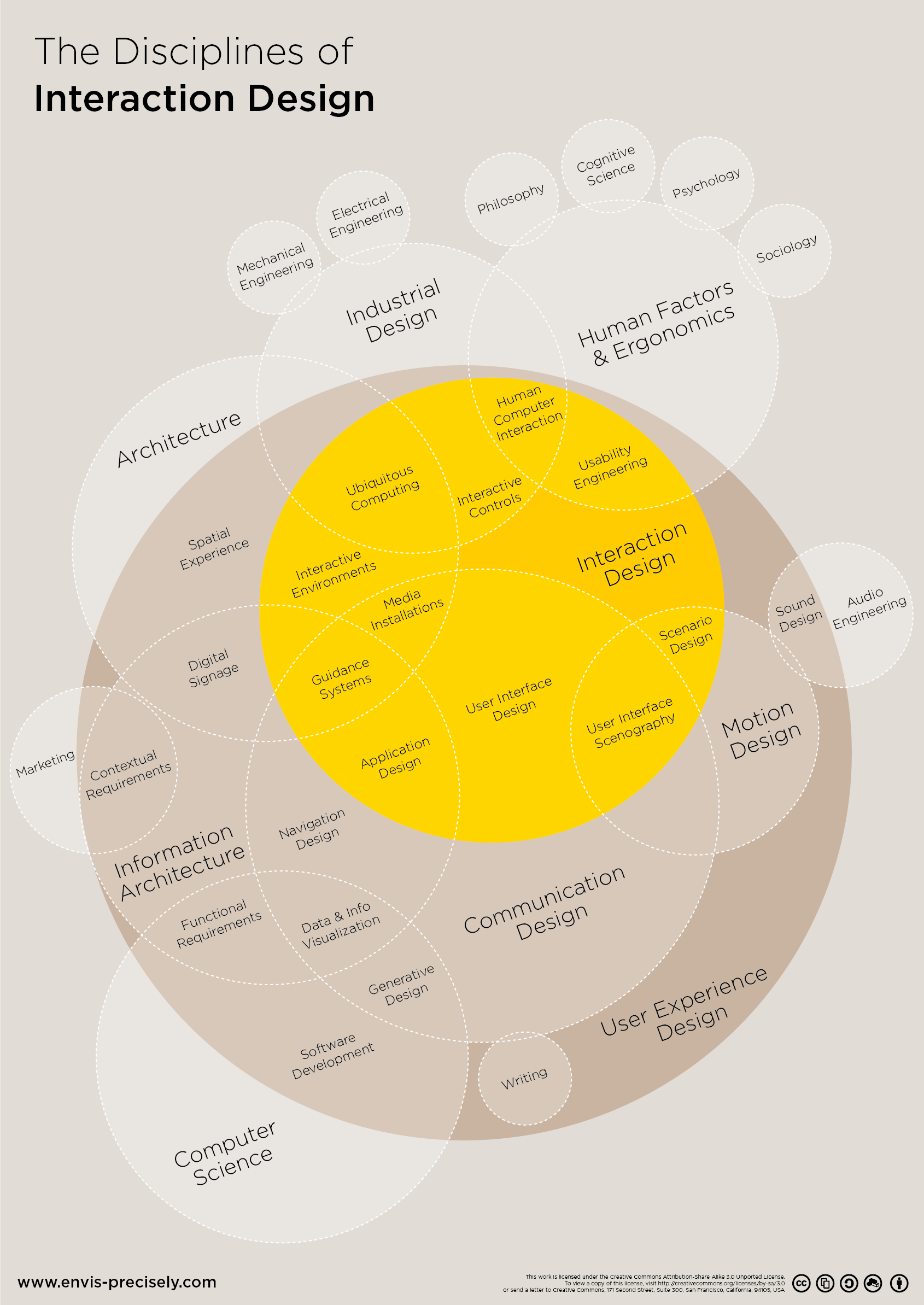
显示交互设计与其相关学科之间关系的韦恩图

交互设计，又称互动設計（英語：Interaction Design，缩写IxD或者IaD），是指“设计交互式数字产品、环境、系统和服务的活动”。除了数字领域，交互设计在非数字领域也得到应用，比如探索用户和产品的交互方面。交互设计通常涵盖以下几个方面：设计、人机交互、資訊架構和软件开发。交互设计在于定义人造物的行为方式（the "interaction"，即人工制品在特定场景下的反应方式）相关的界面。
交互设计师首先进行用户研究相关领域，以及潜在用户，设计人造物的行为，并从有用性，可用性和情感因素（usefulness, usability and emotional）等方面来评估设计质量。

## 历史
比爾·摩格理吉在20世纪80年代后期提出了交互设计的概念。初始名为"SoftFace"，后改名为交互设计。
在1989年，Gillian Crampton-Smith在伦敦的皇家艺术学院，创建了交互设计的硕士学位教育（初始名为“计算机相关的设计”，后改名为"交互设计"）。2001年，她在Ivrea创建了交互设计研究所，专门从事交互设计的研究和教育。目前，全球众多的教育机构已经开展交互设计的教育。

## 交互设计解决的问题和目前发展状况
交互设计在任何的人工物的设计和制作过程中，都是不可以避免的，区别只在于显意识和无意识。然而，随着产品和用户体验日趋复杂、功能增多，新的人工物不断涌现，给用户造成的认知摩擦日益加剧的情况下，人们对交互设计的需求变得愈来愈显性，从而触发其作为单独的设计学科在理论和实践的呼声变得愈发迫切。
然而，由于交互设计的研究者和实践者来自不同领域，而且这个领域本身尚在创建阶段，因此人们往往对某些问题尚未达成共识，甚至对类似和相同的问题本身的理解以及解决方式也可能有不同方案，且相互矛盾。比如交互设计的基本元素包含什么，现在也还在讨论中。
但是人们依然形成了一些不相互否认的共识，比如，交互设计是设计人和物的对话(dialog)，而交互设计研究和实践的本质可能是隐藏于这个对话中的。交互设计的目的包括，有用性，易用性和吸引性的设计和改善。在這邊對話(dialog)指的是互動，人們操作給予機器傳遞訊息後，機器回饋給人的形式與資訊。
特别是进入数字时代，多媒体让交互设计的研究显得更加多元化，多学科各角度的剖析让交互设计理论的显得更加丰富。现在基于交互设计的产品已经越来越多的投入市场，而很多新的产品也大量的吸收了交互设计的理论。

## 相关领域

### 相关的设计领域
平面設計、產品設計、藝術設計、工業設計等。

### 与界面设计的关系
用户界面是交互设计的结果的自然体现，但是不能说交互设计就是用户界面设计。交互设计的出发点在于研究人在和物交流（dialog）时候，人的心理模式和行为模式，并在此研究基础上，设计人工物的可提供的交互方式，来满足人对使用人工物的三个层次的需求（usefulness, usability and emotionality）。从这个角度看来，交互设计是设计方法，而界面设计是交互设计的自然结果。同时界面设计不一定由显意识交互设计驱动，然而界面设计必然自然包含交互设计（人和物是如何进行交流的）
需要指出：交互性不限于技术相关的系统。人和人之间天然是需要交互的。因此，交互设计可以应用到和人相关的各种活动中，比如服务。这类交互的设计者，会以不同的名目用到交互设计的方法和原则。

### 交互设计和产品开发的关系
在没有提出交互设计和体验设计以前，产品设计总是将交互设计以某种方式交给相关人员去实施。从这个意义上而言，产品的设计从来就包含交互设计来满足人们的使用需求；然而，当人们意识到简单的界面规划不能满足人的使用需求的时候，交互设计开始作为一个独立的设计阶段出现。并且有研究者和实践者提出，交互设计需要在制定初步产品的策略之后技术设计以前实施，这样可以避免低效的交互给产品的开发和发布造成过多的损失。

## 交互设计的一般步骤
一般而言，交互设计师都遵循类似的步骤进行设计，为特定的设计问题提供某个解决方案（注意，没有绝对正确的方案）。设计流程的关键是快速迭代，换言之，建立快速原型，通过用户测试改进设计方案。
如下是交互设计步骤的要点：
1. 用户调研：通过設計研究的手段（參與觀察法、問卷調查、采访等），交互设计师调查了解用户及其相关使用的场景，以便对其有深刻的认识（主要包括用户使用时候的心理模式和行为模式），从而为后继设计提供良好的基础。找出可能的契機點與方案方向。
2. 概念设计：通过综合考虑用户调研的结果、技术可行性、以及商业机会，交互设计师为设计的目标创建概念（目标可能是新的软件、产品、服务或者系统）。整个过程可能来回迭代进行多次，每个过程可能包含头脑风暴、交谈（无保留的交谈）、细化概念模型等活动。
3. 创建用户模型：基于用户调研得到的用户行为模式，设计师创建场景（英语：Scenario (computing)）或者用户故事或者分鏡来描绘设计中产品将来可能的形态。通常，设计师设计人物誌（persona）来作为创建场景的基础。
4. 创建界面流程：通常，交互设计师采用线框图来描述设计对象的功能和行为。在线框图中，采用分页或者分屏的方式（夹带相关部分的注解），来描述系统的细节。界面流图主要用于描述系统的操作流程。
5. 开发原型以及用户测试：交互设计师通过设计原型来测试设计方案。原型大致可分三类：功能测试的原型，感官测试原型以及实现测试原型；总之，这些原型用于测试用户和设计系统交互的质量。原型的可以是实物的，也可以是计算机模拟的；可以是高度仿真的，也可以是大致相似的。

### 实现
交互式设计师需要参与方案的实现，以确保方案实现是严格忠于原来的设计的；同时，也要准备进行必要的方案修改，以确保修改不伤害原有设计的完整概念。

### 系统测试
系统实现完毕的测试阶段，可能通过用户测试发现设计的缺陷；设计师需要根据情况对方案进行合理的修改。

## 交互设计的原则
认知心理学为交互设计提供基础的设计原则。这些原则包括心智模型（mental model），感知/现实映射原理（mapping），比喻（metaphor）以及可操作暗示（affordance）。这些原则大都在The Design of Everyday Things中被提及。

## 可以应用交互设计的领域
交互设计师通常在如下领域活动：软件界面设计、信息系统设计、网络设计、产品设计、环境设计、服务设计以及综合性的系统设计。上述领域各自需要自身的设计特征同时，也会用到通用的交互设计的原则和实践。

## 交互设计和其他产品相关活动的关系
交互设计师通常需要参与到团队中不同的活动中，比如图形设计、程序设计、用户心理、用户测试，产品设计等等。因此，交互设计师需要对上述领域有相当理解，以便于和不同领域专家开展合作。

## 人际交互设计
由于联网设备的普及催生了人际交互设计(Social interaction design, SxD)。人际交互设计关注人之间的交互以及人和设备直接的交互。人际交互的关键要素诸如:人际交流，口头交流，书面交流，交谈的语用学等等。这些相关要素已经不能完全用认知科学的原理进行描述，为此，需要引入社会学、心理学和人类学来作为设计师设计的支撑。